# Nemanja Đurišić
Nemanja Đurišić (cyr. Немања Ђуришић; ur. 23 lutego 1992 w Podgoricy) – czarnogórski koszykarz występujący na pozycji silnego skrzydłowego, obecnie zawodnik Arged BM Slam Stali Ostrów Wielkopolski.
W latach 2015–2017 zawodnik Stelmetu BC Zielona Góra.
11 sierpnia 2022 dołączył do Arged BM Slam Stali Ostrów Wielkopolski

## Osiągnięcia
Stan na 18 lutego 2024

### Klubowe
- Mistrz:
  - Polski (2016[3], 2017[4])
  - Belgii (2019)
- Wicemistrz II ligi hiszpańskiej (LEB Oro – 2022)
- Brązowy medalista mistrzostw Polski (2023)[5]
- Zdobywca:
  - pucharu:
    - Polski (2017)
    - Księżniczki Asturii (II liga hiszpańska – 2022)

  - Superpucharu Polski (2015[6], 2022[7])
- Finalista:
  - pucharu:
    - Polski (2016, 2024)[8][9]
    - Belgii (2019)

  - Superpucharu Polski (2016)[10]
- Uczestnik międzynarodowych rozgrywek:
  - FIBA Europe Cup (2018/2019 – TOP 8)
  - Ligi Mistrzów FIBA (2018/2019 – sezon zasadniczy, 2019/2020 – TOP 16)

### Indywidualne
- Zaliczony do III składu PLK (2017 przez dziennikarzy)[11]
- Lider sezonu regularnego PLK w skuteczności rzutów za 3 punkty (2017)[12]

### Reprezentacja
- Uczestnik:
  - uniwersjady (2015 – 13. miejsce)[13]
  - mistrzostw Europy dywizji B:
    - U–16 (2007, 2008)[14]
    - U–18 (2009, 2010)[14]